# Antimonumento +72
Antimonumento +72 es un antimonumento ubicado en la acera frente a la Embajada de los Estados Unidos en la Ciudad de México, en el Paseo de la Reforma en la delegación Cuauhtémoc. La obra, realizada en acero, está compuesta por un número 72 blanco y un símbolo más rojo, colocados sobre un pedestal blanco con imágenes de palomas y las frases «Migrar es un derecho humano» y «Nadie es ilegal en el mundo». La escultura estuvo dedicada a los setenta y dos migrantes asesinados en 2010 en el ejido de El Huizachal, en el municipio de San Fernando, Tamaulipas, luego de ser detenidos por el cartel de la droga Los Zetas. La obra de arte nunca recibió un nombre oficial; sus instaladores se referían a él simplemente como Antimonumento.
El antimonumento fue instalado por manifestantes al mediodía del día 22 de agosto de 2020 – el décimo aniversario de la masacre de San Fernando – como un llamado a la justicia por la masacre y otros crímenes que involucran a migrantes, y para evitar que el caso sea olvidado por las autoridades y la sociedad. Los instaladores se pronunciaron en contra de las duras leyes relacionadas con la crisis en la frontera entre Estados Unidos y México que impiden el libre tránsito a través de la frontera internacional, incluso antes de la presidencia de Donald Trump (2017-2021) y su propuesta de muro fronterizo. Al mismo tiempo, criticaron las dificultades para cruzar México en relación con los delitos y acosos que reciben los migrantes, incluso por parte de connacionales.

## Antecedentes
El 22 de agosto de 2010, un comando armado de la organización criminal Los Zetas detuvo en Tamaulipas un autobús lleno de migrantes que se dirigía a Estados Unidos. Los Zetas cuestionaron sus motivos y extendieron una invitación para unirse al grupo. Cuando los migrantes se negaron, fueron transportados a un rancho vacío en el caserío El Huizachal, en el Municipio de San Fernando. Allí Los Zetas dispararon a los migrantes en la cabeza después de ordenarles que se arrodillaran contra una pared. Setenta y dos inmigrantes (cincuenta y ocho hombres y catorce mujeres) murieron, mientras que tres de ellos sobrevivieron. Un migrante ecuatoriano fingió estar herido de muerte y cuando escuchó que el cartel de la droga se alejaba, salió para pedir ayuda. Encontró miembros de la Armada de México, a quienes luego condujo al lugar de ejecución.

## Historia

### Instalación y descripción
El 22 de agosto de 2020, a las 10:00 de la mañana, diversos grupos de activistas, familiares de personas desaparecidas, migrantes y organizaciones no gubernamentales se reunieron frente al edificio de la Embajada de Estados Unidos en la Ciudad de México para conmemorar el décimo aniversario de la masacre. Una hora más tarde, un camión con una escultura de acero se estacionó junto a la acera del lado opuesto de la embajada.: 95  En el lugar quitaron un árbol y lo replantaron a 5 metros de distancia. Luego, cementaron la escultura.: 96  Tras su instalación se realizó una misa donde se apoyó a las familias para seguir luchando por la justicia.: 103 
El sitio fue seleccionado porque los instaladores afirmaron que debido a la dominación económica y geográfica estadounidense sobre otros países, los residentes de esos países se han visto obligados a emigrar, lo que ha resultado en violencia sistémica contra los inmigrantes.: 96  La inspiración para colocar el antimonumento surgió un año antes cuando familiares de las víctimas viajaron desde sus respectivos países a la Ciudad de México para protestar frente al Palacio Nacional, la residencia oficial del presidente de México.: 95 
La escultura de acero consta de un número 72 blanco hecho de metal junto con un símbolo más rojo, colocado sobre un pedestal blanco con imágenes de palomas y las frases «Migrar es un derecho humano» y «Nadie es ilegal en el mundo» en español. Es de 3 metros de alto y pesa casi 500 kilogramos.: 102 

### Eventos posteriores a su instalación
Los manifestantes se reúnen en el antimonumento durante el Día Internacional del Migrante, el 18 de diciembre. Después del incendio del centro de migrantes de Ciudad Juárez, donde 40 migrantes murieron en un incendio el 27 de marzo de 2023, migrantes y miembros de organizaciones promigrantes colocaron un monumento en el antimonumento. También criticaron que el director del Instituto Nacional de Migración, Francisco Garduño Yáñez, permaneció a cargo del instituto a pesar de una acusación formal de la Fiscalía General de la República.